# 中谷一馬
中谷 一馬（なかたに かずま、1983年〈昭和58年〉8月30日 - ）は、日本の政治家、実業家、柔道整復師。学位はデジタルコンテンツマネジメント修士（専門職）。
立憲民主党所属の衆議院議員（3期）ネクストデジタル・行政改革・公務員改革担当大臣、青年局長（初代）。元神奈川県議会議員（1期）。

## 経歴

### 生い立ち
宮崎県児湯郡川南町生まれ、神奈川県川崎市育ち。現住所は神奈川県横浜市港北区綱島西2丁目。貧困な母子家庭で育ち、11歳の時に両親が離婚。埼玉県、東京都、大阪府、神奈川県と転居を繰り返し、幼稚園2園、小学校4校、中学校2校に通学。
川崎市立日吉中学校卒業後、高校へ進まず、働くも、挫折し、不良の道へ進んだ。仲間と共に社会や政治に対して不平不満を漏らす中で、自分の手で世の中を変えようと政治家を目指すようになった。
一念発起して、神奈川県立横浜平沼高等学校通信制（現・神奈川県立横浜修悠館高等学校）に入学し、卒業。その後、呉竹鍼灸柔整専門学校柔道整復科卒業。デジタルハリウッド大学大学院を首席で修了（MVP受賞）、DCM（デジタルコンテンツマネジメント）修士を取得。慶應義塾大学経済学部通信教育課程に在学。
また、西麻布でバーテンダーとして働き、その後、投資家の出資を受け、渋谷にバーを開店。また、國光宏尚と知り合い、gumiの創業に参加。執行役員を経て、顧問に就任。
自由民主党の学生部で副委員長を務めた後、菅直人の秘書を約3年間務める。その後、首藤信彦の公設第一秘書となる。

### 政界入り
2011年4月10日の第17回統一地方選挙の神奈川県議会議員選挙に民主党公認で立候補し、県政史上最年少の27歳で当選。
2014年12月14日の第47回衆議院議員総選挙に神奈川7区から民主党公認で立候補、自由民主党の鈴木馨祐に次点で敗れる。
2016年、民進党神奈川県第7区総支部長に就任。
2017年9月28日、民進党は希望の党へ合流することを採択し事実上「解党」する。同年10月1日未明、中谷は希望の党への不参加を決断。10月2日、枝野幸男が新党「立憲民主党」を設立すると表明。これを受けて同日、同党への参加を表明。取材に対し「（小池百合子代表の）排除の論理からは何も生まれない」と述べた。10月3日、希望の党は衆院選の第1次公認192人を発表。同党が神奈川7区に、横浜市出身で法律事務所職員の川野案を擁立したことが明らかとなった。10月6日、連合神奈川は中谷の推薦を決定。日本維新の会は希望の党の川野に推薦を出した。港北区・都筑区の民進系市議、県議計7人は全員、川野についた。
10月22日に行われた第48回衆議院議員総選挙に神奈川7区から立憲民主党公認で立候補、鈴木に次点で敗れるも比例復活で初当選した。
2018年5月、立憲民主党科学技術イノベーション議員連盟事務局長に就任。
2018年10月にブロックチェーン政策の第一人者としてGlobal Blockchain Policy Conference 2018に、エストニアのカリユライド大統領等と共に招待され、日本の国会議員を代表して参加。
2018年10月に立憲民主党青年局長に、2020年10月に立憲民主党デジタル政策PT事務局長に就任。
2020年12月、著書の『セイジカ新世代』（幻冬舎）が一般財団法人尾崎行雄記念財団が選ぶ、今年を代表するにふさわしい政治関連書籍「咢堂ブックオブザイヤー2020」にて大賞を受賞。
2021年6月、インターネット投票推進法案を筆頭提出者として衆議院に提出。
同年10月31日の第49回衆議院議員総選挙では鈴木に敗れるも比例復活で再選。枝野幸男代表の辞任に伴う代表選挙（11月30日実施）では小川淳也の推薦人に名を連ねた。
2024年9月23日に実施された代表選挙では野田佳彦の推薦人に名を連ねた。
同年10月27日の第50回衆議院議員総選挙では過去3回の選挙で敗れた鈴木を下し初の小選挙区当選。

## 政策・主張

### 憲法
- 憲法改正について、2021年のアンケートで「どちらとも言えない」と回答[32]。

- 憲法9条への自衛隊の明記について、2021年のアンケートで「反対」と回答[33]。

- 憲法を改正し緊急事態条項を設けることについて、2021年の毎日新聞社のアンケートで「反対」と回答[34]。

### 外交・安全保障
- 「日本の防衛力はもっと強化すべきだ」との問題提起に対し、2021年のアンケートで「どちらかと言えば賛成」と回答[32]。

- 「他国からの攻撃が予想される場合には敵基地攻撃もためらうべきではない」との問題提起に対し、2021年のアンケートで「どちらとも言えない」と回答[32]。「攻撃を受ける前に相手の拠点をたたく『敵基地攻撃能力』」の保有については、「反対」と回答[34]。

- 「北朝鮮に対しては対話よりも圧力を優先すべきだ」との問題提起に対し、2021年のアンケートで「どちらかと言えば反対」と回答[32]。

- 普天間基地の辺野古移設について、2021年のアンケートで「反対」と回答[32]。

### ジェンダー
- 選択的夫婦別姓制度の導入について、2021年のアンケートで「賛成」と回答[32]。

- 同性婚を可能とする法改正について、2021年のアンケートで「賛成」と回答[32]。

- 「LGBTなど性的少数者をめぐる理解増進法案を早期に成立させるべきか」との問題提起に対し、2021年のアンケートで「賛成」と回答[32]。

- クオータ制の導入について、2021年のアンケートで「賛成」と回答[33]。

### その他
- 森友学園への国有地売却をめぐる公文書改竄問題で、2021年5月6日、国は「赤木ファイル」の存在を初めて認めた[35]。しかし5月13日、菅義偉首相はファイルの存在を踏まえた再調査を行わない考えを報道各社に書面で示した[36]。9月の自民党総裁選挙で総裁に選出された岸田文雄も10月11日、衆議院本会議の代表質問で再調査の実施を否定した[37]。国の対応をどう考えるかとの同年の毎日新聞社のアンケートに対し「さらに調査や説明をすべきだ」と回答[34]。

- 「原子力発電への依存度について今後どうするべきか」との問題提起に対し、2021年のアンケートで「ゼロにすべき」と回答[33]。

- 新型コロナウイルス対策として、消費税率の一時的な引き下げは「必要」と回答[33]。

## 人物
- 兄弟は、妹2人[3]。
- 柔道初段、国家資格である柔道整復師を持つ[10]。
- かつてテアトルアカデミーに所属し、子役として『はぐれ刑事純情派』に犯人役として出演した[10][38]。
- JR総連から組織推薦候補として支援を受けている[39]。

## 所属団体・議員連盟
- 東京オリンピック・パラリンピックに向けて受動喫煙防止法を実現する議員連盟
- 犬猫の殺処分ゼロをめざす動物愛護議員連盟
- 海事振興連盟
- 原発ゼロの会
- 公共事業チェック議員の会
- 国連世界食糧計画(WFP)
- 文化芸術振興議員連盟
- 日韓議員連盟
- 日中友好議員連盟
- 立憲フォーラム
- 日本の未来を創る勉強会[40]
- ILO活動推進議員連盟
- アムネスティ議員連盟
- 教育における情報通信(ICT)の利活用促進をめざす議員連盟
- 共生社会の実現を目指す障害者の芸術文化振興議員連盟
- 国際IC推進議員連盟
- 国際軍縮促進議員連盟
- 國酒プロジェクト推進議員連盟
- 国連障害者の権利条約推進有志議員連盟
- 都市農業推進有志議員連盟
- 障がい・難病政策推進有志議員連盟
- 障害者の安定雇用・安心就労の促進をめざす議員連盟
- 自殺対策を推進する議員の会
- 指定都市を応援する国会議員の会
- スポーツ議員連盟
- 世界連邦日本国会委員会
- チャイルドライン支援議員連盟
- 土地家屋調査士制度推進議員連盟
- リニアコライダー（先端線型加速器）国際研究所建設推進議員連盟
- 夜間中学等義務教育拡充議員連盟
- 超党派 NPO議員連盟
- 超党派 オンラインゲーム・eスポーツ議員連盟
- 超党派 フリースクール等議員連盟
- 超党派 ママパパ議員連盟
- 超党派 ミャンマーの民主化を支援する議員連盟
- 超党派 野球文化振興議員連盟「カチマス」
- 超党派 ユニセフ議員連盟
- 超党派 「世界経済フォーラム（ダボス会議）」議員連盟
- 日独友好議員連盟
- 日伯国会議員連盟及び日本・中南米国会議員連盟
- 日米国会議員連盟
- 日ロ友好議員連盟
- 日本・EU友好議員連盟
- 立憲民主党 科学技術・イノベーション議員連盟　事務局長
- 立憲民主党 行政書士制度推進議員連盟
- 立憲民主党 クリーニング業振興議員連盟
- 立憲民主党 生活衛生業振興議員連盟
- 立憲民主党 税理士制度推進議員連盟
- 立憲民主党 仏教議員連盟
- 立憲民主党 弁理士制度・知的財産制度改革推進議員連盟
- 立憲民主党 郵政議員連盟

## 出演
- はぐれ刑事純情派：第13シリーズ（テレビ朝日）[38]
- 朝まで生テレビ（テレビ朝日）
- 報道1930（BS-TBS）
- AbemaPrime（AbemaTV）
- グッとラック！（TBS）
- NEWS BAR 橋下 元旦2時間特番（AbemaTV）
- 報道RUNNER 選挙"前"特番 あなたの1票どう投じる?（関西テレビ）
- 衆議院総選挙 特別番組「選挙Link」（tvk）
- クローズアップ現代 コロナ禍の政治決戦～衆院選 有権者の判断は 若者は～（NHK）
- zero選挙 2022 第2部（日本テレビ）
- ReHacQ−リハック−（YouTubeチャンネル）[41]
- 2 Sides（NewsPicks）[42]
- 日曜報道 THE PRIME（フジテレビ）[43]
- 激論!クロスファイア（BS朝日）[44]

## 著書
- だから政治家になった。矛盾だらけの世の中で正論を叫ぶ（2017年1月、幻冬舎）ISBN 4344030591
- セイジカ新世代 母子家庭・貧困育ちの元不良少年が国会議員になって新しい政界を創る話（2020年9月、幻冬舎）ISBN 4344036670
- どうする、野党!? 「大きな政治」と「新しい改革」で、永田町の常識を喝破！直諫の会（重徳和彦、中島克仁、青柳陽一郎、山崎誠、井坂信彦、篠原豪、落合貴之、桜井周、源馬謙太郎、森田としかず、伊藤俊輔、中谷一馬、塩村あやか、藤岡隆雄、高松さとし）（2023年9月、幻冬舎）ISBN 9784344041639[45]

## 選挙歴
| 当落 | 選挙                   | 執行日         | 年齢 | 選挙区        | 政党       | 得票数     | 得票率 | 定数 | 得票順位 /候補者数 | 政党内比例順位 /政党当選者数 |
| ---- | ---------------------- | -------------- | ---- | ------------- | ---------- | ---------- | ------ | ---- | ------------------ | ---------------------------- |
| 当   | 2011年神奈川県議員選挙 | 2011年4月12日  | 27   | 港北区選挙区  | 民主党     | 1万7221票  | 15.2%  | 4    | 4/5                | /                            |
| 落   | 第47回衆議院議員総選挙 | 2014年12月14日 | 31   | 神奈川県第7区 | 民主党     | 5万511票   | 22.17% | 1    | 2/5                | 11/4                         |
| 比当 | 第48回衆議院議員総選挙 | 2017年10月22日 | 34   | 神奈川県第7区 | 立憲民主党 | 8万7819票  | 13.05% | 1    | 2/3                | 2/5                          |
| 比当 | 第49回衆議院議員総選挙 | 2021年10月31日 | 38   | 神奈川県第7区 | 立憲民主党 | 12万4524票 | 49.14% | 1    | 2/2                | 1/5                          |
| 当   | 第50回衆議院議員総選挙 | 2024年10月27日 | 41   | 神奈川県第7区 | 立憲民主党 | 7万1913票  | 43.42% | 1    | 1/4                | /                            |